# Алиев, Гасан Гасан оглы
Гасан Гасан оглы Алиев (азерб. Həsən Həsən oğlu Əliyev, род. 14 ноября 1989 года, Газах, Азербайджанская ССР) — азербайджанский борец греко-римского стиля, бывший член национальной сборной Азербайджана по греко-римской борьбе, тренер сборной Азербайджана по греко-римской борьбе (с 2021), чемпион Европы и чемпион мира 2010 года, бронзовый призёр первых Европейских игр 2015 года.
Также Алиев был бронзовым призёром чемпионата мира 2016 года и чемпионатов Европы 2011, 2013 и 2016 гг., серебряным призёром чемпионата Европы 2014 года, чемпионом Европы среди юниоров 2008 и 2009 гг, чемпионом мира среди юниоров 2009 года, представлял Азербайджан на летних Олимпийских играх 2012 года в Лондоне. Заслуженный мастер спорта с 2010 года.

## Биография
Родившийся 14 ноября 1989 года в Газахском районе Азербайджанской ССР Гасан Алиев, начал заниматься борьбой с 7 лет, в школе борьбы села Косалар родного района, под руководством тренера Тариеля Насибова. В 2001 году, в возрасте 12 лет переезжает в Баку, где поступает в Республиканский олимпийский спортивный лицей. Обучается здесь с 6-го по 11-й классы. Первые два года в лицее Гасан занимается борьбой под руководством Идриса Асадова, а в дальнейшем - опытного тренера Вагифа Фейзуллаева, у которого тренируется по сей день.
С 2006 года представляет спортивно-оздоровительный центр «Нефтчи» Баку. В том же году получил звание мастера спорта. С 2010 года является Заслуженным мастером спорта.
В марте 2021 года завершил карьеру борцы и вошёл в тренерский штаб сборной Азербайджана по греко-римской борьбе.

## Достижения

### Олимпийские игры
| Соревнования                 | Сборная     | Весовая категория | Место |
| ---------------------------- | ----------- | ----------------- | ----- |
| Летние Олимпийские игры 2012 | Азербайджан | 60 кг             | 5     |

### Чемпионаты мира
| Соревнования                                | Сборная     | Весовая категория | Место  |
| ------------------------------------------- | ----------- | ----------------- | ------ |
| Чемпионат мира по борьбе среди юниоров 2009 | Азербайджан | 60 кг             | Золото |
| Чемпионат мира по борьбе 2010               | Азербайджан | 60 кг             | Золото |
| Чемпионат мира по борьбе 2013               | Азербайджан | 66 кг             | 5      |
| Чемпионат мира по борьбе 2014               | Азербайджан | 66 кг             | 5      |

### Чемпионаты Европы
| Соревнования                                  | Сборная     | Весовая категория | Место   |
| --------------------------------------------- | ----------- | ----------------- | ------- |
| Чемпионат Европы по борьбе среди кадетов 2006 | Азербайджан | 46 кг             | Серебро |
| Чемпионат Европы по борьбе среди юниоров 2008 | Азербайджан | 55 кг             | Золото  |
| Чемпионат Европы по борьбе среди юниоров 2009 | Азербайджан | 60 кг             | Золото  |
| Чемпионат Европы по борьбе 2010               | Азербайджан | 60 кг             | Золото  |
| Чемпионат Европы по борьбе 2011               | Азербайджан | 60 кг             | Бронза  |
| Чемпионат Европы по борьбе 2013               | Азербайджан | 60 кг             | Бронза  |
| Чемпионат Европы по борьбе 2014               | Азербайджан | 60 кг             | Серебро |

### Кубки мира
| Соревнования              | Сборная     | Весовая категория | Место  |
| ------------------------- | ----------- | ----------------- | ------ |
| Кубок мира по борьбе 2011 | Азербайджан | 60 кг             | Бронза |
| Кубок мира по борьбе 2014 | Азербайджан | 66 кг             | Бронза |
| Кубок мира по борьбе 2015 | Азербайджан | 66 кг             | Золото |

### Европейские игры
| Соревнования          | Сборная     | Весовая категория | Место  |
| --------------------- | ----------- | ----------------- | ------ |
| Европейские игры 2015 | Азербайджан | 66 кг             | Бронза |

## Другие соревнования
| Соревнования                                         | Сборная     | Весовая категория | Место   |
| ---------------------------------------------------- | ----------- | ----------------- | ------- |
| Международный турнир по борьбе имени Вехби Эмре 2010 | Азербайджан | 60 кг             | Золото  |
| Золотой Гран-при по борьбе 2010                      | Азербайджан | 60 кг             | Золото  |
| Золотой Гран-при по борьбе 2010                      | Азербайджан | 60 кг             | Золото  |
| Золотой Гран-при по борьбе 2011                      | Азербайджан | 60 кг             | Золото  |
| Гран-при Германии 2012                               | Азербайджан | 66 кг             | Серебро |
| Мемориал Олега Караваева 2012                        | Азербайджан | 66 кг             | Золото  |
| Гран-при Испании 2013                                | Азербайджан | 66 кг             | Золото  |
| Золотой Гран-при по борьбе 2014                      | Азербайджан | 66 кг             | Золото  |

## Награды и звания
- Орден «Труд» III степени (13 августа 2024 года) — за высокие достижения на XXXIII Летних Олимпийских играх в Париже и заслуги в развитии азербайджанского спорта[2]
- Медаль «Прогресс» (29 июня 2015 года) — за высокие достижения на I Европейских играх и большие заслуги в развитии спорта в Азербайджане[3][4]
- В октябре 2010 года был избран «Лучшим борцом года» со стороны ФИЛА - Международной Федерации борьбы.[5]